# Psecas cyaneus
Espèce
Synonymes
- Cocalus cyaneus C. L. Koch, 1846
- Attus croesus Hasselt, 1888

Psecas cyaneus est une espèce d'araignées aranéomorphes de la famille des Salticidae.

## Distribution
Cette espèce est endémique du Suriname.

## Description
Le mâle holotype mesure 4 mm.

## Publication originale
- C. L. Koch, 1846 : Die Arachniden. Nürnberg, vol. 13, p. 1-234 (texte intégral).